# Real Feitoria do Linho Cânhamo
La Casa da Feitoria o Casa del Inmigrante es un lugar donde funcionó la Real Feitoria do Linho Cânhamo (en español: "Real Fábrica de Lino de Cáñamo") entre 1788 y 1824. Se ubica en el municipio de São Leopoldo, en el valle del Río dos Sinos. El nombre "Casa del Inmigrante" se debe al hecho de que la casa albergó a las primeras familias de alemanes recién llegados de Hamburgo hasta que se completaron sus asentamientos. En ese momento, la casa era la sede de la fábrica, industria colonial portuguesa que se dedicaba a la producción de cuerdas y velas para navíos y que utilizaba mano de obra esclava. En la actualidad es un inmueble declarado como patrimonio histórico por el IPHAN.